# Dalia Lorbek
Dalia Lorbek, slovenska alpska smučarka, * 19. februar 1978, Slovenija.
Lorbkova je osvojila bronasto medaljo v kombinaciji na svetovnem mladinskem prvenstvu leta 1997 v Schladmingu. Leta 1995 je osvojila zlato medaljo v slalomu na olimpijskem festivalu evropske mladine v Andori. Edinkrat je nastopila v svetovnem pokalu 7. januarja 1996 na slalomu za Zlato lisico, kjer je odstopila v drugi vožnji.